# Lahar

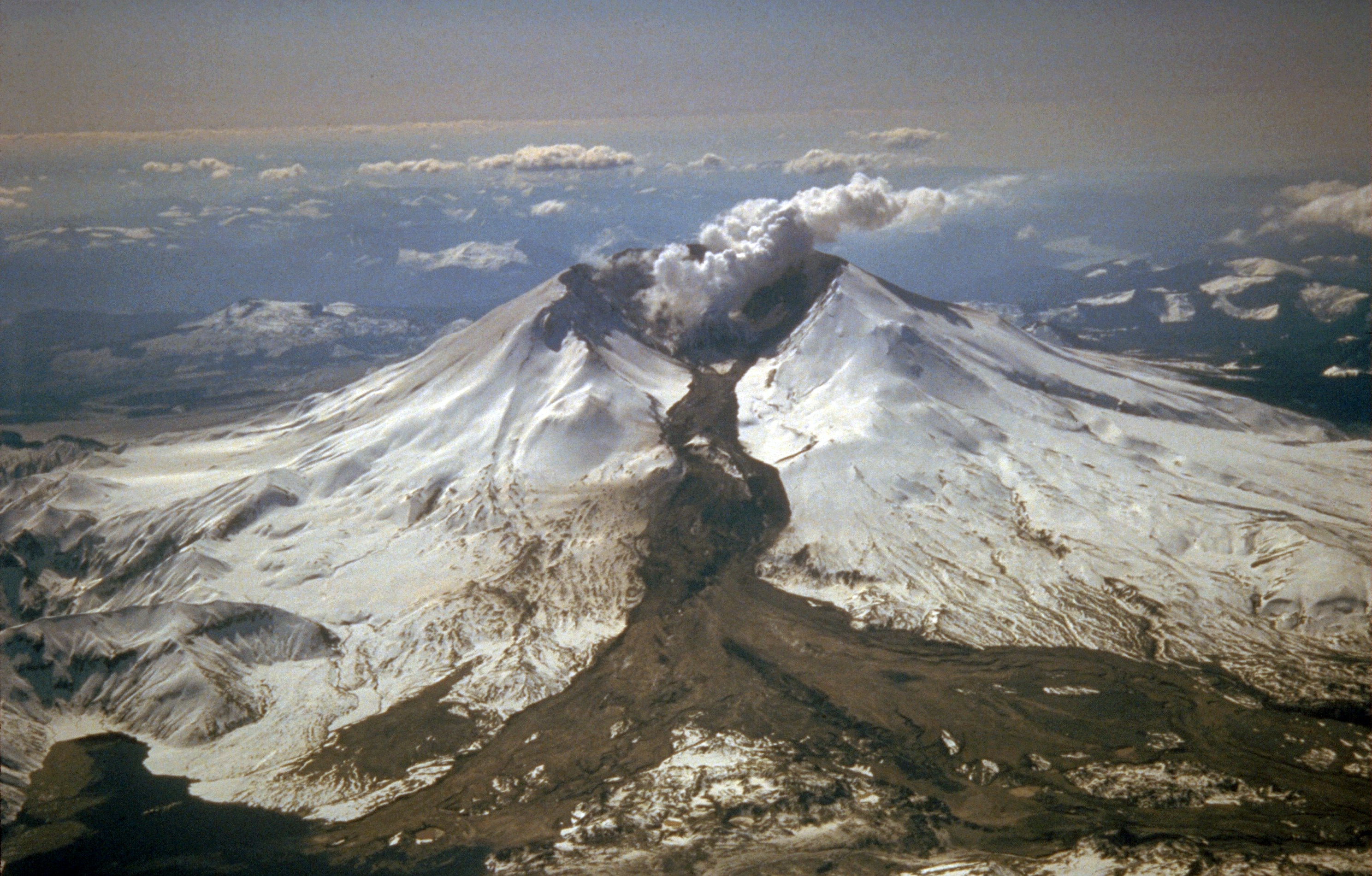
Lahar da erupção de Março de 1982 do Monte Santa Helena.

Lahar (palavra com origem em lahar, avalancha em javanês, uma das línguas da Indonésia) é a designação dada a um movimento de massa exclusivo das regiões vulcânicas, formado pelo deslocamento ao longo de vales ou de encostas íngremes, em forma de avalancha, de lama composta por materiais piroclásticos e água. Os lahars são muito frequentes durante erupções vulcânicas, podendo, contudo, ocorrer mesmo na sua ausência em encostas recobertas por materiais vulcânicos tornadas instáveis por grandes chuvadas.

## Caracterização
Os lahars são avalanchas de lodo formados pela fluidificação de materiais vulcânicos saturados de água. Comportando-se como um fluido viscoso e de muito alta densidade, os lahars seguem o percurso de menor energia potencial, pelo que o seu curso é ditado pela topografia, em geral seguindo os vales dos cursos de água.
A lama que forma o lahar tem a consistência do betão fresco, mantendo um elevado grau de fluidez quando em movimento, mas solidificando e perdendo água quase instantaneamente quando parada. Estas características reológicas permitem aos lahars uma grande velocidade de deslocamento e grande capacidade de penetração nos espaços vazios, o que leva ao rápido enchimento por material sólido de todas as cavidades que encontre no seu percurso.
A elevada densidade do fluido formado permite o transporte de grandes massas rochosas que flutuam na lama e são arrastadas a alta velocidade como se de material leve se tratasse. Dessa propriedade dos lahars resulta o aparecimento nas paisagens vulcânicas de grandes rochas isoladas, deixadas pelo enfraquecimento da capacidade de transporte do lahar, normalmente pela dispersão e perda de velocidade e profundidade da lâmina de lama devido ao largamento da zona recoberta. Um exemplo notável deste efeito dos lahars é a presença de gigantescos blocos traquíticos, com cerca de 8–10 m de altura e pesando alguns milhares de toneladas, isolados no planalto existente acima do lugar da Caparica, Biscoitos, na ilha Terceira. Aqueles blocos foram ali deixados por um gigantesco lahar que se formou há cerca de 25 000 anos durante a última grande erupção do Pico Alto.
Em resultado da grande densidade do fluido, e da sua velocidade, os lahars têm um enorme poder erosivo, arrancando por abrasão grandes volumes de material geológico às zonas atravessadas, transportando-o e integrando-o num processo de avalancha que permite o crescimento da massa em movimento, alimentando assim o lahar.
Os lahars podem deslocar-se a velocidades muito elevadas, podendo, quando o declive dos terrenos seja elevado e viscosidade seja reduzida, ultrapassar os 100 km/h (30 m/s).
Os Lahar podem ser gigantescos: um lahar que ocorreu há 5 600 anos em Osceola, ao longo do vale do rio White, durante uma erupção do Monte Rainier (Estado de Washington), produziu uma camada de lodo com 180 m de profundidade e recobriu uma área de 320 km².
O grande lahar que destruiu Vila Franca do Campo na noite de 21 para 22 de Outubro de 1522 (a famigerada subversão de Vila Franca), causando milhares de mortos, recobriu de lama e pedras cerca de 3,5 km² de terreno.
Nos Açores existem muitas centenas de formações geológicas identificadas como tendo sido formadas por lahars, alguns recobrindo grandes áreas, como é caso do lahar que a partir da zona do Pico Rachado desceu ao longo da Ribeira de São Roque, nos Altares, Terceira, percorrendo mais de 6 km até ao seu termo.

### Causas dos lahars
Existindo declive suficiente e abundância de água e material vulcânico solto, em particular piroclastos de baixa densidade (como as bagacinas ou terrenos argilificados por efeito hidrotermal), os lahars podem ser desencadeados, entre outras, pelas seguintes causas:
- Elevada e persistente chuva durante uma erupção vulcânica, o que é comum já que a presença de cinzas vulcânicas finas na atmosfera, que actuam como núcleos de condensação, e a coluna de ar ascendente formada em torno do vulcão propiciam a formação de grandes nuvens de desenvolvimento vertical (cumulonimbus) que geram chuva intensa e trovoada;
- A ruptura de diques formados por materiais vulcânicos provenientes da erupção em cursos de água existentes nas proximidades de um vulcão activo;
- A ruptura de lagos formados em crateras ou por retenção de cursos de água;
- Os deslizamentos de camadas piroclásticas saturadas de água desencadeados por sismos, mesmo quando de pequena magnitude;
- Os movimentos de massa de origem gravítica resultantes da instabilização de encostas devido a chuvas abundantes;
- A fusão de neve ou gelo (glaciar) desencadeado pela presença de gases quentes ou de fluxos piroclásticos. Um caso específico é a formação de zonas de fusão em glaciares, recebendo o nome islandês de jökulhlaup.

## Efeitos sobre a protecção civil
Os lahars podem ser extremamente perigosos devido à sua energia e velocidade. Um grande lahar pode percorrer muitos quilómetros à velocidade de algumas dezenas de metros por segundo, destruindo inexoravelmente tudo à sua passagem e deixando muito pouco tempo para a fuga. Por essa razão os lahars são uma das principais preocupações de protecção civil nas regiões vulcânicas, em particular nas zonas onde existem espessas camadas piroclásticas e abundância de água.
Um dos grandes desastre naturais do século XX  foi causado pelos lahars formados durante a erupção do Nevado del Ruiz, Colômbia, em  1985, os quais mataram cerca de 25 000 pessoas na cidade de Armero, a qual ficou enterrada sob 8 m  de lama e rochas.
Recentemente na ilha de Leyte, Filipinas, um lahar soterrou uma aldeia e provocou mais de um milhar de mortos.
Entre muitos outros, foram causados por lahars os seguintes desastres:
- A subversão de Vila Franca, a 22 de Outubro de 1522 (cerca de 5 000 mortos);
- O descarrilamento de Tangiwai,  na Nova Zelândia, em 1953 (120 mortos);
- A destruição de Armero, Colômbia, em 1985 (25 000 mortos);
- O desastre da Ribeira Quente, Açores, em Outubro de 1997 (29 mortos).

Povoações situadas nas proximidades de formações piroclásticas são locais de risco. Por isso algumas destas comunidades (Pierce County, Estado de Washington, nos Estados Unidos e Monte Ruapehu, na Nova Zelândia) já instalaram, ou planeiam instalar, sistemas de alerta contra deslizamentos de terra, consistindo num conjunto de sensores de vibração colocados a montante, complementados por um sistema de alarme ligado a sirenes.